# Akpa
Die Sprache Akpa (auch Akweya; ISO 639-3 ist akf) ist eine idomoide Sprache, die zu dessen Untergruppe der Yatye-Akpa-Sprachen zählt.
Das Akpa wurde im Jahre 2000 von insgesamt 26.900 Menschen im nigerianischen Bundesstaat Benue gesprochen.
Die Sprache und ihre Untergruppe Yatye-Akpa zählt zur Subgruppe der Yace-Sprachen innerhalb der idomoiden Sprachen.